# Punta di Pietra Rossa
La Punta di Pietra Rossa (3.275 m s.l.m.) è una montagna delle Alpi dell'Ortles nelle Alpi Retiche meridionali. Si trova in Lombardia (provincia di Brescia).